# Piperacilină/tazobactam
Piperacilină/tazobactam (cu denumirea comercială Tazocin) este un amestec de doi compuși medicamentoși cu acțiune antibiotică (o ureidopenicilină și un inhibitor de beta-lactamază), fiind utilizat în tratamentul unor infecții bacteriene. Printre acestea se numără: boala inflamatorie pelviană, infecții complicate intra-abdominale, pneumonie, celulită și septicemie. Prezintă un spectru larg de activitate, inclusiv pe Pseudomonas aeruginosa. Calea de administrare disponibilă este cea intravenoasă.
Se află pe lista medicamentelor esențiale ale Organizației Mondiale a Sănătății.

## Utilizări medicale

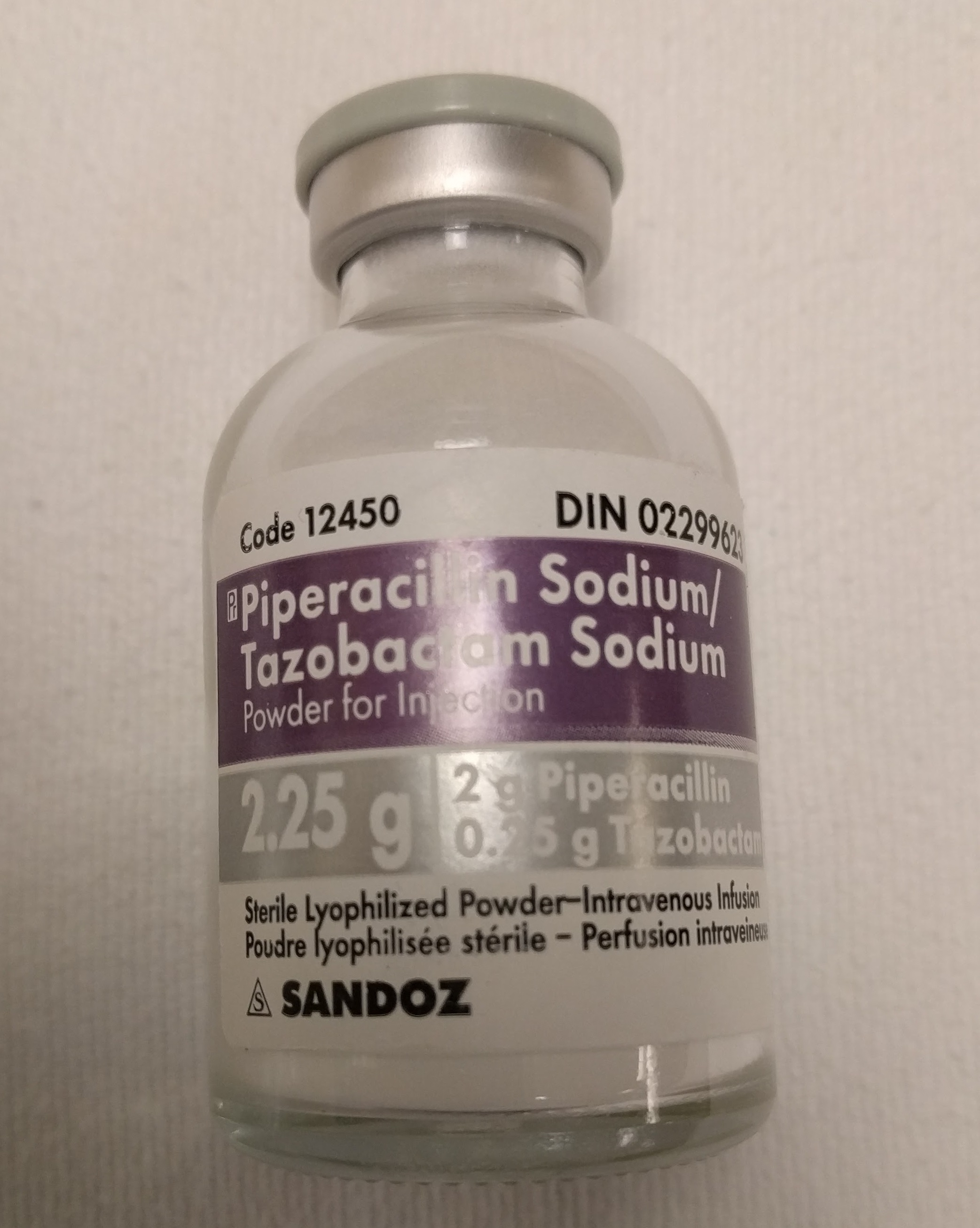
Flacon cu pulbere de uz injectabil